# Hōrō musuko
Hōrō Musuko (放浪息子? lett. "Figlio errante") è un seinen manga scritto e disegnato da Takako Shimura. La serie è stata serializzata dal 25 luglio 2003 al 28 agosto 2013 sulle pagine della rivista Comic Beam di Enterbrain e raccolta in 15 volumi tankōbon. Un adattamento animato in 12 episodi è stato trasmesso dal 13 gennaio al 31 marzo 2011 su Fuji Television nel contenitore noitaminA.
La serie narra le vicende di una giovane studentessa di nome Shiuchi, descritta come un maschio che desidererebbe tanto poter diventare una femmina. La serie si occupa di questioni quali la transessualità, l'identità di genere e l'inizio della pubertà, col nucleo della storia incentrato sulle prime esplorazioni di genere di una giovane transgender.

## Trama
Shuichi è una studentessa il cui genere assegnato alla nascita è maschile, ma la cui personalità è femminile. Dopo essersi dovuta trasferire in una nuova scuola, fa rapidamente amicizia con Yoshino, anche lui transgender, il cui genere assegnato alla nascita è femminile ma la cui personalità è maschile. Yoshino viene ben presto a conoscere il segreto desiderio della sua nuova amica  Shuichi e le confida che lui invece vorrebbe diventare un maschio.
In seguito Shuichi fa amicizia con altre due ragazze della sua stessa classe, Saori e Kanako: la prima in special modo prende immediatamente in simpatia Shuichi, incoraggiandola in continuazione a indossare abiti femminili. Intanto Yoshino s'è tagliato i capelli, dando al suo volto un aspetto ancor più mascolino; mentre Shuichi conosce Makoto, una studentessa della sua stessa età, ma di un'altra classe. Anche Makoto è una transgender assegnata maschio alla nascita.
Yoshino e Shuichi successivamente incontrano Yuki, una donna transessuale che convive con un uomo, Shiina. I quattro entrano presto in confidenza, trovando di avere molte cose in comune. La sorella maggiore di Shuichi, Mao, fa la modella ed è una collega di tre adolescenti, Maico, Tamaki e Anna; è inoltre fidanzata felicemente con Riku.
Nel frattempo l'affetto di Shuichi per Yoshino cresce sempre più, in parallelo con quello di Saori per la stessa Shuichi. Quando tutti si apprestano a iniziare le scuole medie, vi incontrano Chizuru, una ragazza abbastanza eccentrica che fa amicizia con tutti, e la sua compagna del cuore Momoko. Questo folto gruppo si trova a dover superare vari incomprensioni, litigi e innamoramenti non ricambiati.
Durante il 2º anno Shuichi diviene amica di Shinpei, il quale fino a poco tempo prima lo prendeva in giro per il suo desiderio di voler assomigliare quanto più possibile a una femmina. Yoshino intanto si fa crescere i capelli, ma decide di voler frequentare la scuola utilizzando la divisa da maschio. Per seguire il suo esempio, un giorno Shuichi prova a presentarsi a scuola vestita da ragazza, ma viene immediatamente derisa: questo fatto la scoraggia profondamente.
Gli amici, vedendo che comincia a saltar sempre più spesso la scuola, iniziano a preoccuparsi. Alla fine riescono a convincerla a tornare e a non badare alle prese in giro dei ragazzi che non riescono a comprendere quello che sente nel profondo di sé stessa. All'inizio del 3º anno di scuola media Shuichi comincia a cambiare la voce per effetto della pubertà e inizia a portare i capelli più lunghi.
Dopo una gita scolastica a Kyoto il gruppo di amici riflette sui progetti per il futuro, pensando ognuno a quale liceo iscriversi. Shuichi si troverà a frequentare la stessa scuola assieme a Makoto e Doi, mentre Yoshino e Saori optano per un istituto in cui l'uniforme scolastica non è richiesta.
Saori inizia a uscire con Fumiya, mentre Shuichi trova lavoro in un bar ove finalmente può servire al bancone e ai tavoli vestita da cameriera.

## Personaggi
Shuichi Nitori (二鳥 修一?, Nitori Shūichi)
Doppiata da: Kōsuke Hatakeyama
Conosciuta anche con i soprannomi di Shu e Nitorin, è una ragazzina che frequenta la 5ª classe delle scuole elementari. Desidera con tutte le sue forze diventare una bambina e usa spesso il crossdressing per assumere ruoli del sesso opposto. Ha una personalità sincera e aperta, il che le rende generalmente molto facile andare d'accordo con gli altri; è mite e modesta, anche se a volte manifesta forti reazioni emotive che contrastano con la sua abituale indole tranquilla. A volte eccessivamente sensibile, spesso piange di fronte agli altri: a causa della sua personalità, le è molto più facile star accanto alle ragazze coetanee e ha pochi amici maschi. Gli altri la definiscono molto carina e, grazie al suo volto e alla sua costituzione molto femminea, gli risulta facile costruirsi un aspetto che la faccia apparire come una ragazza. Le piace anche davvero molto indossare abiti da adolescente che la facciano sembrare ancor più bella di quanto già non sia. Le sue grandi amiche Yoshino e Saori la incoraggiano immediatamente a esser sé stessa senza minimamente preoccuparsi di quel che possano pensare gli altri, e quindi a vestirsi e comportarsi senza remore come meglio crede. Durante la pubertà e l'adolescenza, diventa sempre più preoccupata per il cambiamento di voce, la comparsa dei brufoli e soprattutto per la crescita di peluria, mostrando sempre più i segni della disforia di genere. Non le è mai piaciuto lo sport e non partecipa alle attività comuni per un ragazzo della sua età; è invece molto abile a cucinare torte e dolci in genere, cosa di cui va particolarmente fiera. Assieme a Yoshino, che scrive racconti, e a Saori s'iscrive al club di teatro e mette in scena con gli altri compagni di classe una rappresentazione ispirata a Romeo e Giulietta.
Yoshino Takatsuki (高槻 よしの?, Takatsuki Yoshino)
Doppiato da: Asami Seto
È un ragazzo il cui genere assegnato alla nascita è femminile ma fin da piccolo ha un aspetto e un comportamento decisamente maschili, tanto che i compagni aggiungono al suo nome il suffisso -kun, usato per apostrofare i maschi. Nonostante l'insistenza della madre, solitamente rifiuta con decisione di vestirsi con abiti femminili: in special modo odia le gonne. Non esita a usare i pugni con i pochi che hanno il coraggio di prenderlo in giro e, quando va in gita in un'altra città, impersona sempre la parte di un ragazzo. Quando fa amicizia con Shuichi, si taglia i capelli cortissimi, assumendo ancor di più l'apparenza di un maschio, e comincia a presentarsi a scuola con la divisa da ragazzo. Entra in crisi con la pubertà, cercando di nascondere le sue forme femminili. Ben presto inizia a essere molto attratto da donne più grandi di lei e a interessarsi al basket, unendosi alla squadra della scuola assieme a Chizuru.
Saori Chiba (千葉 さおり?, Chiba Saori)
Doppiata da: Yuuka Nanri
Soprannominata Saorin, è una ragazza che ha difficoltà a socializzare con gli altri a causa del suo atteggiamento egocentrico e scostante, e della tendenza a parlare a sproposito senza riflettere. Ma è molto bella e questo la rende popolare tra i ragazzi compagni di classe, mentre ha cattivi rapporti con gli insegnanti. Saori è spesso coinvolta nelle vicende di Shuichi, a causa anche e soprattutto dei sentimenti che via via crescono per lui. Lo incoraggia a vestirsi da donna, fino al punto di comprargli un elegantissimo e costoso abito per festeggiarne il compleanno, e dà il meglio di sé quando si trova a doverlo difendere dai bulli che lo prendono in giro per la sua effeminatezza. Verso la fine della storia si converte al cristianesimo.
Kanako Sasa (佐々 かなこ?, Sasa Kanako)
Doppiata da: Yoshino Nanjō
È una ragazza energica, che pensa a sé stessa come amica di tutti, cerca sempre di non lasciar mai da solo e in disparte nessuno, e prova grande sofferenza e angoscia quando i suoi amici si trovano a litigare tra loro. In tali occasioni il suo ruolo di mediatrice risulta prezioso. Un po' infantile e ancora abbastanza ingenua, non ha grandi preoccupazioni, tranne appunto i contrasti che sorgono tra i compagni, che la chiamano per cognome, mentre il fratellino e Chizuru la chiamano Kanabun. Di lei si dice che "pensa troppo".
Makoto Ariga (有賀 誠?, Ariga Makoto)
Doppiata da: Yūichi Iguchi
Nota come Mako, condivide con Shuichi l'interesse per il crossdressing e come lei è assegnata maschio alla nascita. Proprio per questo diventa facilmente la sua migliore amica, anche se si rende ben presto conto che le sue lentiggini e gli occhiali rotondi che indossa le impediscono di apparire tanto carina e affascinante, in abiti femminili, quanto Shuichi. Makoto vorrebbe tanto avere una relazione con un uomo più grande di lui e si chiede spesso se la motivazione principale nel voler apparire come una ragazza sia dovuta alla sua spiccata attrazione romantica per gli uomini. Molto matura per la sua età, è sempre in grado di pensare con calma e obiettività, mantenendo una perfetta lucidità di giudizio, arrivando più di una volta a fornire preziosi consigli ai suoi amici. Apprezzata dai suoi coetanei, sia maschi che femmine, per le sue ottime capacità d'ascolto, diventa spesso spettatrice attenta di ciò accade nelle vite degli altri personaggi. È figlia unica e i genitori gestiscono una panetteria.
Chizuru Sarashina (更科 千鶴?, Sarashina Chizuru)
Doppiata da:  Saeko Chibai
Soprannominata Chii-chan, è un'amica d'infanzia di Momoko. Ha modi decisamente eleganti, evidenziati dall'alta statura e dai fluenti capelli lunghi. È uno "spirito libero", che si diverte a sorprendere gli altri, agendo in modo non convenzionale e spesso scandaloso, con una personalità abbastanza infantile e impulsiva. A volte si mette nei guai con gli altri personaggi ed è sopraffatta dalla vergogna, quando si rende conto delle conseguenze delle sue azioni. Cerca d'essere amica di tutti, anche se Saori prova un'istintiva antipatia nei suoi confronti. Si unisce alla squadra di basket assieme a Yoshino. La sua famiglia possiede un ristorante di soba.
Momoko Shirai (白井 桃子?, Shirai Momoko)
Doppiata da: Aki Toyosaki
Amica d'infanzia e compagna di classe di Chizuru, soprannominata Momo, gira continuamente attorno all'amica del cuore ed è visibilmente infastidita quando ella socializza con altre persone, o anche solo se qualcuno le osa sedersi un po' troppo vicino.
Maho Nitori (二鳥 真穂?, Nitori Maho)
Doppiata da: Nana Mizuki
Sorella maggiore di Shuichi, di un anno più grande, ha sempre dimostrato un forte interesse per la moda e spende molto del denaro a sua disposizione per le ultime novità. Grande fan di un indossatore di "moda giovane" di nome Maico, per incontrare il suo idolo fa un'audizione per la sua stessa agenzia di moda, riuscendo a farsi ingaggiare. La sua carriera inizia dapprima lentamente, ma ben presto guadagna sempre maggior fiducia nelle sue capacità, diventando intima dei colleghi Maico, Anna e Tamaki. Spesso è riconosciuta come una modella di grande talento e gli fa sempre molto piacere quando gli viene chiesto un autografo. Tende a esser dura col fratello e a volte lo picchia rudemente: non sopporta che Shuichi si travesta da donna, e rimane turbata e arrabbiata quando lo scopre in abiti femminili. Si fidanza con l'ex compagno di classe Riku.
Riku Seya (瀬谷 理久?, Seya Riku)
Doppiata da: Yoshitsugu Matsuoka
Solitamente chiamato col cognome, ha una voce molto dolce, che gli attira il forte interesse di Shuichi, gratificato di essere stato scambiato per una ragazza al loro primo incontro.
Anna Suehiro (末広 安那?, Suehiro Anna)
Doppiata da: Yui Horie
Modella adolescente, cara amica di Maico, è schietta e mordace. Ha una grande passione per la moda: spende un sacco di soldi in vestiti, che poi modifica a suo piacimento. Al suo primo incontro con Shuichi vestito da donna lo definisce un mostro. Disapprova fortemente la sua tendenza al crossdressing, finché un giorno non si presenta a un appuntamento con Shuichi in abiti femminili. Da allora lo tratta come una sorella.
Yuki (ユキ?)
Doppiata da: Takako Honda
Anche chiamata Hiroyuki Yoshida, è una transgender alta e attraente, che gestisce un bar gay. Non ha buoni rapporti con i genitori, che possiedono un negozio di divise, e vive col fidanzato Shiina. Si interessa a Yoshino, credendola un maschio, e vi rimane in buoni rapporti anche dopo aver compreso il suo errore. Nonostante la differenza tra le loro situazioni, Yuki si ritrova molto in Shuichi: quando era un adolescente, Shiina era l'unico compagno che stava vicino allo "strano ragazzo" chiamato Hiroyuki, mentre tutti gli altri lo tormentavano e maltrattavano. Ha imparato a mantenere sempre un atteggiamento fortemente positivo e dà utili consigli a Shuichi e Yoshino, quando si trovano turbati o demoralizzati.
Shiina (椎名?)
Doppiato da: Keiji Fujiwara
Conosciuto col diminutivo Shii, è stato compagno di classe di Yuki durante le scuole elementari e diventa il suo fidanzato ufficiale dopo la sua transizione di sesso. Ha per Yuki un gran attaccamento.
Fumiya Ninomiya (二宮 文弥?, Ninomiya Fumiya)
Doppiato da: Kaoru Mizuhara
Un ragazzo loquace, di un anno più grande di Saori, che incontra quando ella inizia a frequentare la chiesa cristiana. In principio Saori è infastidita dal suo modo di fare, soprattutto quando lo vede lavorare nel negozio di fiori dei genitori. Invece Fumiya prova subito un forte interesse per Saori e cerca di corteggiarla. Dopo il suo incontro con Shuichi, ne diventa geloso, considerando il travestitismo una cosa schifosa. Poi, però, si presenta assieme a Shuichi, vestiti entrambi in abiti femminili, al festival culturale annuale della scuola, ammettendo che gli piace molto esser considerato kawaii (cioè "carino") dalle ragazzine e l'attenzione che gli deriva dal crossdressing.

## Anime
L'anime, composto da 12 episodi, prodotto da AIC Classic, è andato in onda dal 13 gennaio al 31 marzo 2011 su Fuji TV nel contenitore Noitamina.

### Episodi
| Nº | Giapponese 「Kanji」 - Rōmaji | In onda           | In onda |
| Nº | Giapponese 「Kanji」 - Rōmaji | Giapponese        |         |
| 1  | 「おんなのこって、なんでできてる?～Roses are red, violets are blue～」 - Onna no Kotte, Nande Dekiteru? ~Roses are red, violets are blue~ | 13 gennaio 2011   |         |
| 2  | 「きらい きらい 大嫌い～Cry baby cry～」 - Kirai, Kirai, Daikirai ～Cry baby cry～                                                        | 20 gennaio 2011   |         |
| 3  | 「ロミオとジュリエット～Juliet and romeo～」 - Romio to Jurietto ~Juliet and romeo~                                                       | 27 gennaio 2011   |         |
| 4  | 「私の名前をあげる～The sound of Your Name～」 - Watashi no Namae o Ageru ~The sōnd of Yōr Name~                                          | 3 febbraio 2011   |         |
| 5  | 「夏の終わりに～Long, long shadow～」 - Natsu no Owari ni ~Long, long shadow~                                                             | 17 febbraio 2011  |         |
| 6  | 「文化祭～Dream of butterfly～」 - Bunkasai ~Dream of butterfly~                                                                          | 24 febbraio 2011  |         |
| 7  | 「薔薇色の頬～Growing pains～」 - Barairo no Hoho ~Growing pains~                                                                         | 3 marzo 2011      |         |
| 8  | 「春～Brand new me～」 - Haru ~Brand new me~                                                                                              | 10 marzo 2011     |         |
| 9  | 「かっこいい彼女～Green eye～」 - Kakkoii Kanojo ~Green eye~                                                                              | 17 marzo 2011     |         |
| 10 | 「10+11 ～Better half～」 - 10+11 ～Better half～                                                                                         | 24 marzo 2011     |         |
| 10 | 「ぼくだけ笑われた～Black sheep～」 - Boku Dake Warawareta ~Black sheep                                                                   | 24 agosto 2011    |         |
| 11 | 「告白～Each season～」 - Kokuhaku ~Each Season~                                                                                          | 21 settembre 2011 |         |
| 12 | 「放浪息子はどこまでも～Wandering son's progress～」 - Hōrō Musuko wa Doko Made mo ~Wandering son's progress~                             | 31 marzo 2011     |         |